# Diana Rasimovičiūtė
Diana Rasimovičiūtė är en litauisk skidskytt född den 25 februari 1984 i Ignalina, Litauen.
Rasimovičiūtė har ställt upp i fem olympiska spel, tio världsmästerskap och har tävlat i världscupen sedan 2001.

## Olympiska spelen
Diana deltog för första gången i olympiska vinterspelen 2002. Då ställde hon bara upp i sprint där hon slutade på en 66:e plats. I Turin 2006 ställde hon upp i tre grenar, distans, sprint och jaktstart. I sprinten slutade hon på 18 plats, i jaktstarten slutade hon tjugosjua och i distansen kom hon på 66:e plats. I olympiska vinterspelen 2010 i Vancouver ställde hon återigen upp i samma tre grenar som i Turin. I sprinten kom hon på tjugofemteplats, i jaktstarten blev hon tretiofyra och i distansen kom hon på trettionde plats.

## Världsmästerskapen
Diana har ställt upp i sex världsmästerskap sen 2001. I Pokljuka 2001 ställde hon enbart upp i sprint där hon slutade 78:e. I Oberhof 2004 tävlade hon i två grenar, med en 50:e plats som bästa resultat. 2005 i Hochfilzen ställde hon upp i tre grenar, hon blev som bäst 49:e i jaktstarten. I VM 2007 i Antholz deltog hon också i tre grenar, där blev hon 31:e på sprinten och följde upp det med att sluta 32:a på jaktstarten. Året efter, 2008 i Östersund, tävlade hon i samma tre grenar, med en 45:e plats i jaktstarten som bästa placering. I Pyeongchang 2009 ställde hon även upp i masstart, detta var hennes klart bästa VM dittills, med en elfteplats på sprinten och 28:a på masstarten.

## Världscupen
I världscupen gjorde hon debut 2001 i Ruhpolding i sprinten där hon slutade på en 98:e plats. Säsongen 2000/2001 tävlade hon tre gånger, hennes bästa resultat blev 71:a i Holmenkollen. Fram till 2005 hade Diana tävlat ett flertal gånger i världscupen utan någon top-50 placering. Detta vände i Turin 2005 då hon slutade 36:a på sprinten, bara fem dar senare i Pokljuka, även då i sprint, slutade hon 35:a. Dessa blev hennes bästa placeringar i världscupen fram till tävlingarna i Antholz 2008, där hon slutade 31:a på sprinten och körde upp sig till 23:e på den följande jaktstarten. Säsongen 2009/2010 i sprinten i Oberhof slutade Diana på en tiondeplats vilket fram till den 6 januari 2012 var hennes bästa placering i världscupen. Då lyckades hon med att ta en niondeplats på sprinten i Oberhof.

## Juniorvärldsmästerskapen
I juniorvärldsmästerskapen har hon en femteplats och två sjätteplatser från JVM i Kontiolax, Finland 2005 som ästa placeringar. Hon har också en elfteplats från sprinten i Koscielisko, Polen 2003. Hon har ställt upp i tre JVM; 2003, 2004 och 2005. 

## Europamästerskapen
I europamästerskapen har Diana nåt sina främsta framgångar med två silver från Otepää 2010. Hon har även två åttondeplatser från 2004 och 2009. Hon har totalt 15 st top-20 placeringar i EM.